# Медонт
Медонт (грч. Μέδων) је у грчкој митологији било име више личности. 

## Митологија
- Хигин и Овидије у „Метаморфозама“ су помињали Медонта као једног од морнара који је покушао да обмане Диониса, па га је за казну бог претворио у рибу.[1]
- Ојлејев син, кога је имао са нимфом Реном, која му је била конкубина. Тако је Медонт био Ајантов полубрат. Према Хомеровој „Илијади“, он је командовао Фтијанцима уместо Филоктета када се овај разболео. Убио га је Енеја.[2]
- Према Овидијевим „Метаморфозама“, један од кентаура који је присуствовао Пиритојевој свадби, учествовао у борби са Лапитима и погинуо.[3]
- Био је један од Пенелопиних просилаца из Дулихијума.[4]

- Био је гласник у Одисејевој кући. Он је упозорио Пенелопу да њени просиоци сплеткаре против Телемаха.[5] Када је Одисеј побио све просиоце, њему је поштедео живот јер је задужио Телемаха још док је био дечак.[6]

- Према Хомеровој „Илијади“, син Антенора и Теано, кога је у тројанском рату убио Филоктет. Касније га је Енеја срео у Подземљу.[7]

- Према Паусанији, син Пилада и Електре.[1]

- Такође према Паусанији, краљ Аргоса, који је наследио свог оца Киса, али који је имао ограничену власт.[1]

- Занатлија из Киле, града у Троади. Био је муж Ифијанасе и отац Меналка и Зехида, тројанских војника.[1]

- Један од Долионијанаца кога су убили Аргонаути.[1]

- Према Паусанији[1], син атинског краља Кодра, који се са својим братом Нелејем посвађао око престола, па је овај, заједно са другом браћом и Јонцима отишао у Малу Азију.[6]